# Sundborn ou les Jours de lumière
Sundborn ou les Jours de lumière est un roman de Philippe Delerm publié le 27 août 1996 aux éditions du Rocher et ayant reçu le prix des Libraires l'année suivante.

## Résumé
À Grez-sur-Loing en 1884, Ulrick Tercier fait la connaissance d'une communauté d'artistes scandinaves venus séjourner dans ce petit village de Seine-et-Marne que Jean-Baptiste Camille Corot fréquenta et rendit célèbre pour les pré-impressionnistes. Autour de Carl Larsson et sa femme Karin Larsson, se réunissent les peintres Soren Kroyer (Peder Severin Krøyer), Michael Peter Ancher et Anna Ancher, Christian Krohg et bientôt la belle Julia Lundgren, amie de Karin Larsson, mais aussi Oscar Björck, Karl Nordström, Viggo Johansen, Marie Krøyer... Tous sont venus peindre la lumière d'Île-de-France, tant vantée par les impressionnistes. L'écrivain August Strindberg est aussi de la partie.
Pour le jeune Ulrick, à la recherche de lui-même, ce groupe représente la joie de vivre, la passion et une certaine idée du bonheur qu'il devra pourtant remettre en question. Il courtise Julia qui hésite à sacrifier sa vocation artistique, comme l'a fait son amie Karin en épousant Carl Larsson. Sa propre quête d'absolu l'amène à Skagen au Danemark à la recherche de ses racines et des peintres de Skagen, à Sundborn en Suède où la famille Larsson s'installe à partir de 1888, à Giverny où Julia souhaite rencontrer Claude Monet.
Plongée dans l'atmosphère artistique de la fin du XIXe siècle, auprès de personnages réels et imaginaires (le personnage de Julia Lundgren est inspiré de la vie de la peintre Julia Beck), ce livre est aussi et surtout une réflexion sur le bonheur.

## Éditions
- Sundborn ou les Jours de lumière, éditions du Rocher, 1996,  (ISBN 2268023427)